# ABCM-Zweisprachigkeit
ABCM-Zweisprachigkeit (Association pour le Bilinguisme en Classe dès la Maternelle) és una associació educativa i cultural alsaciana, fundada el desembre de 1990 per Richard Weiss, pare d'alumne de Colmar, i Patrick Kleinclaus, pare d'alumne de Lutterbach, que n'esdevingueren president i vicepresident.
El seu objectiu és promoure l'ensenyament bilingüe alemany-francès, sense descurar el dialecte alsacià i el fràncic lorenès, als infants de l'antic territori d'Alsàcia-Lorena des de preescolar. El seu president és Richard Weiss, i Tomi Ungerer president d'honor, i té la seu a Schweighouse-sur-Moder.
El 1991 va obrir les primeres classes a Saverne, Lutterbach i Ingersheim, que a final d'any arribaren a 5 aules amb 105 alumnes. Augmentaren de mica en mica fins a 22 aules amb 463 alumnes el 1998. El 2004 el nombre d'alumnes a escoles de l'associació arriba a 749. Forma part de Eskolim, la xarxa d'escoles en llengües minoritàries de l'Estat francès.
Actualment disposa de dues escoles a Sarreguemines (Blies i Beausoleil), al departament de Mosel·la, i una a Saverne, Haguenau, Schweighouse-sur-Moder, Estrasburg, Bindernheim, Ingersheim, Lutterbach i Mülhausen. Rep subvencions de Consell Regional d'Alsàcia, del Consell General de l'Alt Rin i del Baix Rin i del municipi de Sarreguemines.